# Радищево (Новобурасский район)
Ради́щево — село в Новобурасском районе Саратовской области, в составе Аряшского сельского поселения.

## География
Расположено в южной части Новобурасского муниципального района, на ответвлении федеральной трассы Р228. В четырёх километрах восточнее проходит участок Приволжской железной дороги. Река Чардым в нижнем течении с востока огибает село и далее стремится к месту своего впадения в Волгу.

## История
Русская владельческая деревня Новая Всеволодчина, была основана в 1-й половине XIX века. Перед отменой крепостного права в деревне насчитывалось 55 дворов, в которых проживало 289 мужчин и 272 женщины, работали завод и мельница. В 1859 году была построена православная церковь во имя Казанской Божией Матери. Административно село входило в состав Всеволодчино-Столыпинской волости Саратовского уезда. В 1879 году открыта земская школа. В 1910 году в селе было приписных: 73 домохозяйства, 208 мужчин и 187 женщин; посторонних: 11 дворов, 31 мужчина и 29 женщин. Надельной земли имелось 356 десятин, арендованной — 424. Две трети посевов занимала пшеница, также выращивали подсолнечник, просо, рожь и овёс. Рабочего скота держали 158 голов, молочного — 100, гулевого — 122, мелкого — 597.В селе работали ветеринарный пункт, земская школа и храм. В 1917 году в селе в 197 домохозяйствах проживали 296 мужчин и 270 женщин. В 1921 году в Новой Всеволодчине стало одним из центров крестьянского антисоветского восстания. В довоенные годы переименованное в Радищево.

## Население
| 2002 | 2010 |
| ---- | ---- |
| 130  | ↗134 |